# Eldar Ćivić
Eldar Ćivić (ur. 28 maja 1996 w Tuzli) – bośniacki piłkarz występujący na pozycji lewego obrońcy w węgierskim klubie Ferencvárosi TC oraz w reprezentacji Bośni i Hercegowiny.

## Kariera klubowa

### 1. FC Slovácko
W 2012 dołączył do akademii 1. FC Slovácko. 1 lipca 2014 został przesunięty do pierwszego zespołu. Zadebiutował 14 marca 2015 w meczu Synot ligi przeciwko 1. FK Příbram (1:0). Pierwszą bramkę zdobył 2 kwietnia 2016 w meczu ligowym przeciwko Sparcie Praga (2:0).

### Sparta Praga
1 lipca 2017 podpisał kontrakt z klubem Sparta Praga. Zadebiutował 27 lipca 2017 w meczu kwalifikacji do Ligi Europy przeciwko FK Crvena zvezda (2:0). W HET lidze zadebiutował 30 lipca 2017 w meczu przeciwko Bohemians 1905 (1:1). Pierwszą bramkę zdobył 3 grudnia 2017 w meczu ligowym przeciwko FK Mladá Boleslav (3:0).

### Spartak Trnawa
27 lutego 2018 został wysłany na wypożyczenie do zespołu Spartak Trnawa. Zadebiutował 3 marca 2018 w meczu Fortuna Ligi przeciwko DAC 1904 Dunajská Streda (0:0).

### Ferencvárosi TC
9 lipca 2019 podpisał kontrakt z klubem Ferencvárosi TC. Zadebiutował 24 lipca 2019 w meczu kwalifikacji do Ligi Mistrzów przeciwko Valletta FC (3:1). W Nemzeti Bajnokság I zadebiutował 25 sierpnia 2019 w meczu przeciwko Puskás Akadémia FC (4:1). 24 października 2019 zadebiutował w fazie grupowej Ligi Europy w meczu przeciwko CSKA Moskwa (0:1). W sezonie 2019/20 jego zespół zajął pierwsze miejsce w tabeli zdobywając mistrzostwo Węgier. Pierwszą bramkę zdobył 30 sierpnia 2020 w meczu ligowym przeciwko Zalaegerszegi TE FC (1:2). 20 października 2020 zadebiutował w fazie grupowej Ligi Mistrzów w meczu przeciwko FC Barcelonie (5:1).

## Kariera reprezentacyjna

### Bośnia i Hercegowina
W 2018 roku otrzymał powołanie do reprezentacji Bośni i Hercegowiny. Zadebiutował 1 czerwca 2018 w meczu towarzyskim przeciwko reprezentacji Korei Południowej (1:3). Pierwszą bramkę zdobył 18 listopada 2019 w meczu eliminacji do Mistrzostw Europy 2020 przeciwko reprezentacji Liechtensteinu (0:3).

## Statystyki

### Klubowe
(aktualne na dzień 19 lipca 2023)
| Klub                  | Sezon              | Liga                | Liga  | Liga   | Puchar kraju | Puchar kraju | Europa | Europa | Suma  | Suma   |
| Klub                  | Sezon              | Liga                | Mecze | Bramki | Mecze        | Bramki       | Mecze  | Bramki | Mecze | Bramki |
| --------------------- | ------------------ | ------------------- | ----- | ------ | ------------ | ------------ | ------ | ------ | ----- | ------ |
| 1. FC Slovácko        | 2014/15            | Synot liga          | 3     | 0      | 1            | 0            | –      | –      | 4     | 0      |
| 1. FC Slovácko        | 2015/16            | Synot liga          | 24    | 1      | 0            | 0            | –      | –      | 24    | 1      |
| 1. FC Slovácko        | 2016/17            | ePojisteni.cz liga  | 21    | 1      | 1            | 1            | –      | –      | 22    | 2      |
| 1. FC Slovácko        | Ogólnie            | Ogólnie             | 48    | 2      | 2            | 1            | 0      | 0      | 50    | 3      |
| Sparta Praga          | 2017/18            | HET liga            | 4     | 1      | 1            | 0            | 1      | 0      | 6     | 1      |
| Sparta Praga          | 2018/19            | Fortuna:Liga        | 20    | 0      | 2            | 0            | 0      | 0      | 22    | 0      |
| Sparta Praga          | Ogólnie            | Ogólnie             | 24    | 1      | 3            | 0            | 1      | 0      | 28    | 1      |
| Spartak Trnawa (wyp.) | 2017/18            | Fortuna Liga        | 8     | 0      | 3            | 0            | –      | –      | 11    | 0      |
| Spartak Trnawa (wyp.) | Ogólnie            | Ogólnie             | 8     | 0      | 3            | 0            | 0      | 0      | 11    | 0      |
| Ferencvárosi TC       | 2019/20            | Nemzeti Bajnokság I | 25    | 0      | 1            | 0            | 7      | 0      | 33    | 0      |
| Ferencvárosi TC       | 2020/21            | Nemzeti Bajnokság I | 18    | 1      | 2            | 0            | 5      | 0      | 25    | 1      |
| Ferencvárosi TC       | 2021/22            | Nemzeti Bajnokság I | 25    | 1      | 2            | 0            | 10     | 0      | 37    | 1      |
| Ferencvárosi TC       | 2022/23            | Nemzeti Bajnokság I | 17    | 0      | 0            | 0            | 11     | 1      | 28    | 1      |
| Ferencvárosi TC       | 2023/24            | Nemzeti Bajnokság I | 0     | 0      | 0            | 0            | 2      | 0      | 2     | 0      |
| Ferencvárosi TC       | Ogólnie            | Ogólnie             | 85    | 2      | 5            | 0            | 35     | 1      | 125   | 3      |
| Ogólnie w karierze    | Ogólnie w karierze | Ogólnie w karierze  | 165   | 4      | 13           | 1            | 36     | 1      | 214   | 6      |

### Reprezentacyjne
(aktualne na dzień 26 września 2022)
| Reprezentacja        | Rok     | Mecze | Bramki |
| -------------------- | ------- | ----- | ------ |
| Bośnia i Hercegowina | 2018    | 5     | 0      |
| Bośnia i Hercegowina | 2019    | 4     | 1      |
| Bośnia i Hercegowina | 2020    | 2     | 0      |
| Bośnia i Hercegowina | 2021    | 9     | 0      |
| Bośnia i Hercegowina | 2022    | 5     | 0      |
| Ogólnie              | Ogólnie | 25    | 1      |

| Mecze i gole w reprezentacji | Mecze i gole w reprezentacji | Mecze i gole w reprezentacji | Mecze i gole w reprezentacji | Mecze i gole w reprezentacji | Mecze i gole w reprezentacji | Mecze i gole w reprezentacji | Mecze i gole w reprezentacji |
| Lp.                          | Data                         | Miejsce                      | Gospodarz                    | Gość                         | Wynik                        | Gol                          | Rozgrywki                    |
| ---------------------------- | ---------------------------- | ---------------------------- | ---------------------------- | ---------------------------- | ---------------------------- | ---------------------------- | ---------------------------- |
| 1.                           | 01.06.2018                   | Jeonju                       | Korea Południowa             | Bośnia i Hercegowina         | 1:3                          |                              | Mecz towarzyski              |
| 2.                           | 08.09.2018                   | Belfast                      | Irlandia Północna            | Bośnia i Hercegowina         | 1:2                          |                              | Liga Narodów UEFA            |
| 3.                           | 11.09.2018                   | Zenica                       | Bośnia i Hercegowina         | Austria                      | 1:0                          |                              | Liga Narodów UEFA            |
| 4.                           | 15.10.2018                   | Sarajewo                     | Bośnia i Hercegowina         | Irlandia Północna            | 2:0                          |                              | Liga Narodów UEFA            |
| 5.                           | 15.11.2018                   | Wiedeń                       | Austria                      | Bośnia i Hercegowina         | 0:0                          |                              | Liga Narodów UEFA            |
| 6.                           | 23.03.2019                   | Sarajewo                     | Bośnia i Hercegowina         | Armenia                      | 2:1                          |                              | el. ME 2020                  |
| 7.                           | 08.06.2019                   | Tampere                      | Finlandia                    | Bośnia i Hercegowina         | 2:0                          |                              | el. ME 2020                  |
| 8.                           | 11.06.2019                   | Turyn                        | Włochy                       | Bośnia i Hercegowina         | 2:1                          |                              | el. ME 2020                  |
| 9.                           | 18.11.2019                   | Vaduz                        | Liechtenstein                | Bośnia i Hercegowina         | 0:3                          | Gol                          | el. ME 2020                  |
| 10.                          | 04.09.2020                   | Florencja                    | Włochy                       | Bośnia i Hercegowina         | 1:1                          |                              | Liga Narodów UEFA            |
| 11.                          | 07.09.2020                   | Zenica                       | Bośnia i Hercegowina         | Polska                       | 1:2                          |                              | Liga Narodów UEFA            |

## Sukcesy

### Ferencvárosi TC
- Mistrzostwo Węgier (1×): 2019/2020